# Yuri Kimimasa

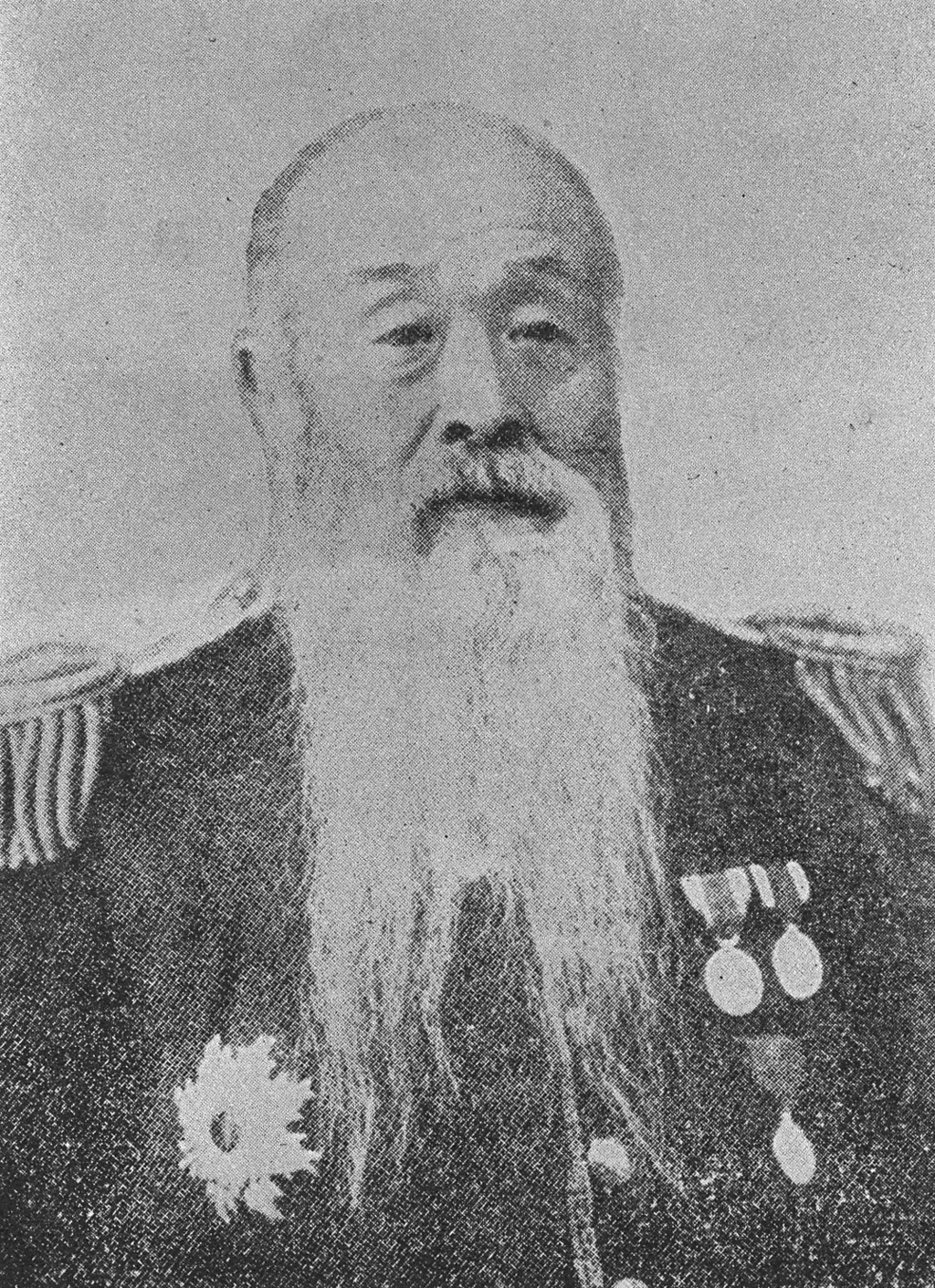
Yuri Kimimasa

Yuri Kimimasa (japanisch 由利 公正; geboren 6. Dezember 1829 in Fukui, damals Provinz Echizen; gestorben 28. April 1909) war ein japanischer Regierungsbeamter, Politiker und Unternehmer im Finanzbereich.

## Leben und Werk
Yuri Kimimasa war ein Samurai unter den Echizen-Matsudaira in Fukui. Sein Vater war Mitsuoka Yoshitomo (三岡 義知), er selbst hieß zunächst Ishigorō (石五郎), dann Hachirō (八郎). Er studierte unter dem Konfuzianisten Yokoi Shōnan u. a. Finanzpraxis und arbeitete dann als Verwalter in der Fukui-Domäne.
Nach der Meiji-Restauration 1868 nannte er sich Yuri Kimimasa und begann er für die Zentralregierung in Tokio zu arbeiten. Er war der Hauptverfasser des Eides auf die Verfassung. Er initiierte im Jahr 1868 das erste Papiergeld unter der neuen Regierung, das „Daijō Kansatsu“ (太政官札). Wegen Meinungsverschiedenheiten in der Finanzpolitik verließ er die Regierung im folgenden Jahr.
1871 wurde Yuri Gouverneur von Tokio. 1872 nahm er an der Iwakura-Mission teil. Er schloss sich Itagaki Taisuke, Etō Shimpei und anderen an, die mit der Denkschrift „Minsen giin setsuritsu hakusho“ (民撰議院設立建白書) auf die Einrichtung eines vom Volk gewählten Parlamentsdrängten. 1875 wurde er zum Genrōin ernannt. Später wurde er Mitglied des Oberhauses und Direktor von einem Versicherungsunternehmen und einer Bank.